# Nick Venturi
Pour les articles homonymes, voir Venturi.
Dominique Venturi, dit Nick Venturi, 24 juin 1923 à Marseille et mort le 6 avril 2008 dans la même ville, est considéré comme l'un des derniers grands parrains du milieu corse de Marseille et de la French Connection.

## Biographie
Il est né en 1923, dans Le Panier, un quartier du centre-ville de Marseille, de Jacques Venturi et de Catherine Pacini. Durant la Seconde Guerre mondiale, Dominique Venturi se rapproche des milices socialistes tenues par le jeune avocat Gaston Defferre. Ces milices comptaient environ 300 personnes, avec à leur tête les Guérini. Ils sont dirigés par Horace Manicacci, Xavier Culioli, tous deux résistants dès 1940 (membres du réseau Brutus) et un Bastiais analphabète Louis Rossi dit « le Commandant », oncle de Nick. C'est ainsi que possédant la carte SFIO en poche, Dominique Venturi devient un des porte-flingue de Defferre.
Le 22 août 1944, Nick débarque, avec ses amis armés, au siège du Petit Provençal. Les locaux sont pris d’assaut et réquisitionnés. Le journal est rebaptisé Le Provençal. Parallèlement, à ses actions « politiques », Nick est décoré de la Croix de Guerre pour ses actions de résistance. En juillet 1946, il échappe à un tir de rafale de mitraillette au bar Le Hollandais dans le quartier de Pigalle à Paris. L’auteur Ange Salicetti, dit « le séminariste », mène une vendetta sauvage qui fera près de 40 morts avant son assassinat, le 3 décembre 1950.

## L’affaire du Combinatie
Par la suite, le nom de Nick Venturi, apparaît au côté de ceux des Guérini, Jo Renucci et Marcel Francisci, dans des affaires de contrebande de cigarettes entre Tanger et les côtes françaises. Dans le cadre de ces affaires, celle de la cargaison d’un bateau de pêche néerlandais Le Combinatie va entraîner une guerre fratricide. Un associé présumé du clan Guérini-Francisci-Renucci, Antoine Paolini dit « Planche » veut détourner 2700 caisses de cigarettes. Le litige se finira par la mort de ce dernier en novembre 1955.

## French Connection
À peine condamné dans l’affaire du Combinatie, Nick Venturi, tout en aidant Gaston Defferre, continue de faire « des affaires », notamment outre-Atlantique. Les parrains français trafiquent l’héroïne. Ils font venir la drogue de Turquie, ils la transforment dans des laboratoires autour de Marseille et l’envoient à leurs « cousins » mafieux de Cosa nostra aux États-Unis. C’est la fameuse « French Connection ».
Nick est épinglé dans un rapport d'un agent des Narcotics américain datant du 6 février 1962, où il est cité comme étant un des principaux chefs du réseau. Cette thèse est reprise par un rapport du Congrès américain sur "le crime organisé et le trafic illicite de drogues" de 1964. Lui et son frère Jean sont cités dans des fiches détaillées. Jean Venturi ferait l'intermédiaire, profitant de son statut de représentant chez Ricard au Canada. Mais faute de preuves, ils ne peuvent être confondus.

## La CEGM
Dès 1953, année où son mentor Gaston Defferre est élu maire de Marseille, Nick Venturi crée la Coopérative d'entreprise générale du Midi (CEGM), spécialisée dans les travaux du bâtiment. En 1969, il y intègre son épouse comme associée, son fils Jacques comme président et un certain Roger Salel, homme de confiance de Defferre et du sénateur Antoine Andrieux. Un homme précieux.
Nick est un homme de réseau avec ses entrées à la mairie de Marseille et ses appuis Gaston Defferre, Antoine Andrieux et Jean Masse, adjoint chargé de la voirie.
La CEGM prospère avec un CA annuel 1,5 million de francs. À tel point que Jacques Venturi et le frère de Nick, Jean décident de monter une autre société, la Renosit, en 1977. Cette dernière est chargée des jardins publics et des ordures ménagères.
En 1978, la CEGM emporte un contrat de 10 millions de revêtement de sol dans des conditions « douteuses ». Elle est obligée de sous-traiter une partie des travaux. Des impayés surgissent et Nick se dispute avec Defferre qui a appris les magouilles de la CEGM. Ce dernier l'élimine du parti socialiste. Pour se débarrasser de ses dettes, il tente de vendre sa maison, en vain. Mais fin 1979, il trouve un repreneur, une société de BTP, la SPAPA. Malgré tout, la situation se détériore et les dirigeants de la SPAPA éjectent Jacques Venturi. Nick acculé, brade sa maison pour 1,5 million au lieu de 2 millions espérés. L’acheteur est un certain René Lucet, directeur de la caisse de la sécurité sociale des Bouches-du-Rhône et militant de Force ouvrière.
Ce dernier est retrouvé assassiné dans sa chambre de sa villa, le 4 mars 1982. L'autopsie conclut à un suicide. Mais une deuxième expertise trouve étrange que les deux balles aient été tirées dans le même orifice. Les enquêteurs, intrigués, vont de découverte en découverte. Ils découvrent l'achat de la villa à prix cassé qui appartenait à Nick Venturi, ami de Gaston Defferre. Ils mettent au jour les relations qu'entretient la CEGM et d'autres entreprises avec la mairie pour l'obtention de marchés publics. La CEGM paraît, tout de même, la plus privilégiée.
Les auditions et les arrestations se multiplient, dont celle de Jacques Venturi, fils de Nick. Nick Venturi promet de sortir son fils de prison. Pour cela, il menace de faire des révélations. Gaston Defferre, alors ministre de l’Intérieur de François Mitterrand, ne se laisse pas impressionner et lâche Nick Venturi.

## Épilogue
Nick Venturi est incarcéré le 7 juillet 1982 à la prison des Baumettes. Au procès des fausses factures, Nick Venturi est condamné pour faux en écriture, escroquerie à la TVA, abus de biens sociaux et corruption passive. Il écope de quatre ans de prison dont trois ans ferme. Son fils écope, quant à lui, de cinq ans, dont trois ans ferme. À sa sortie de prison, Defferre est décédé le 7 mai 1986. Il se fait oublier et navigue entre Marseille et Tanger...
Nick Venturi meurt le 6 avril 2008, avenue du Prado. Il fut enterré entouré des siens et d’une foule de 300 personnes, dont notamment des politiques de gauche, proche de feu Gaston Defferre, mais aussi de droite et certaines personnalités du milieu. Il fut l’un des rares parrains corses à mourir de mort naturelle, tout comme son frère, Jean qui meurt à 89 ans, le 29 décembre 2010.